# Gastronomía de Nepal

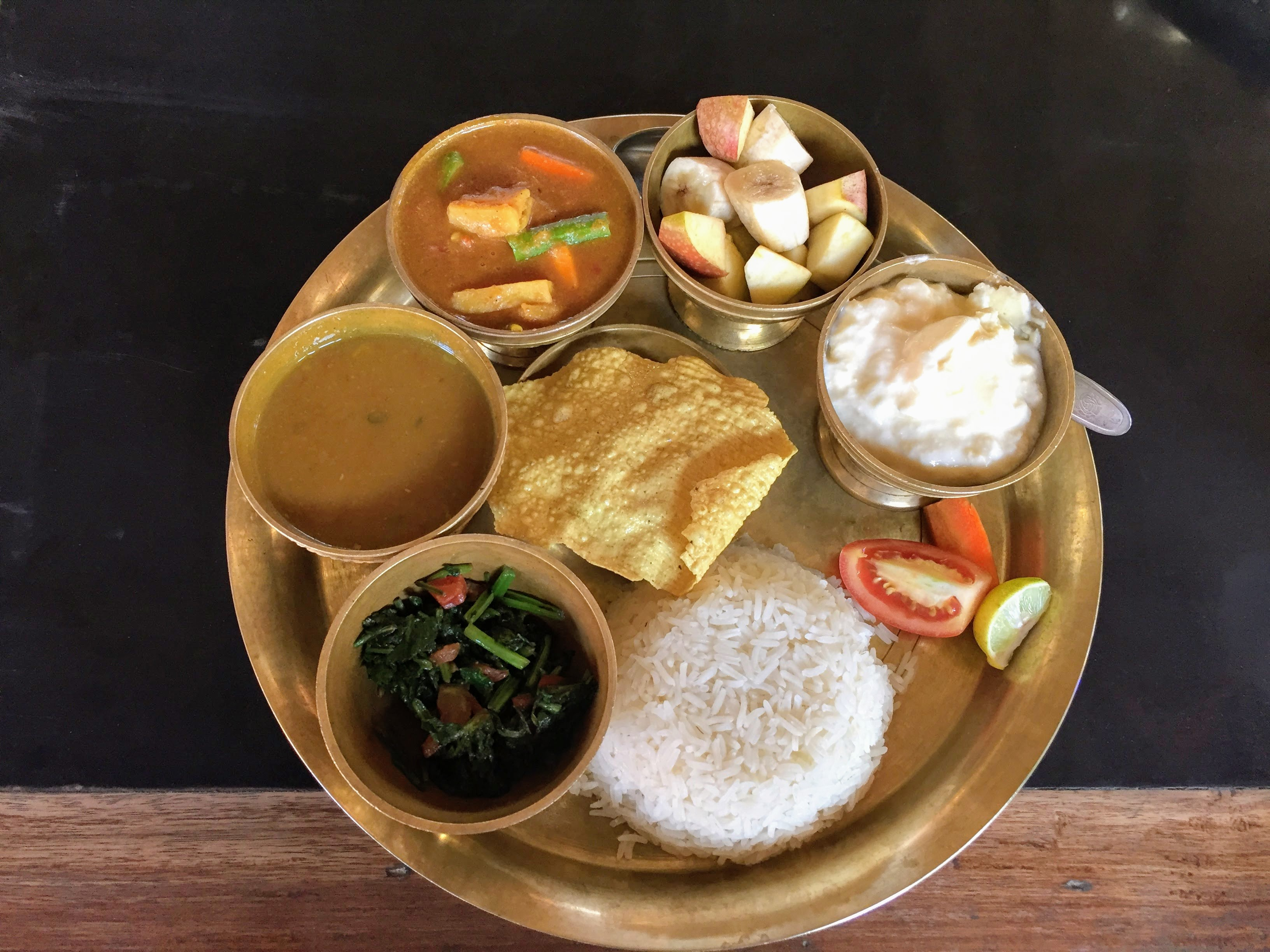
Una bandeja dal bhat tarkari.

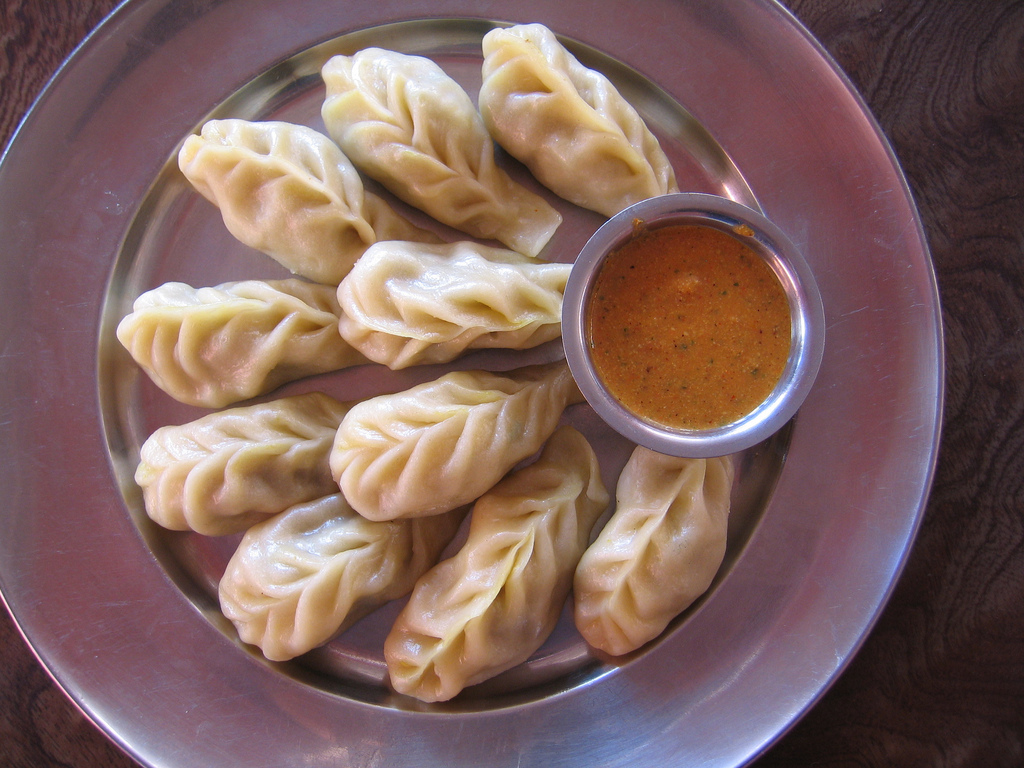
Momos con salsa achar.

La gastronomía de Nepal comprende una variedad de cocinas por la diversidad étnica, cultural y geográfica de Nepal.
La cocina de Nepal tiene muchas influencias de otras cocinas asiáticas. Muchos platos tienen su origen en híbridos con la gastronomía del Tíbet, la gastronomía de India y la gastronomía de Tailandia. 
Uno de los platos más populares de la cocina nepalesa, considerado el plato nacional, es el Dal bhat tarkari (en nepalí, दाल भात donde daal es «sopa de lentejas», bhat es «arroz» y tarkari «verduras») A veces simplemente dal bhat. Éste se consume en todo Nepal. Se trata de un plato combinado de sopa de lentejas con especias, arroz blanco y verduras con curry. Generalmente se sirve en bandeja redonda y puede acompañarse de pepinillo picante (achaar, अचार) fresco o fermentado, limón rebanado (nibuwa) o lima (kagati) o chile verde fresco (hariyo khursani).
Otro platillo muy popular son los momo, unas albóndigas al estilo tibetano con especias nepalíes. Originalmente estaban llenos de carne de búfalo, pero ahora también con carne de cabra o de pollo, así como preparaciones vegetarianas. Alimentos especiales como el sel roti, finni roti y patre se comen sólo durante épocas especiales como la fiesta hindú tihar.
La cocina nepalí también recibe influencias de la gastronomía china. Un ejemplo son los fideos salteados chow mein, muy comunes en Nepal en tiempos modernos. De hecho, es uno de los almuerzos caseros más apreciados hoy en día.

## Tipos

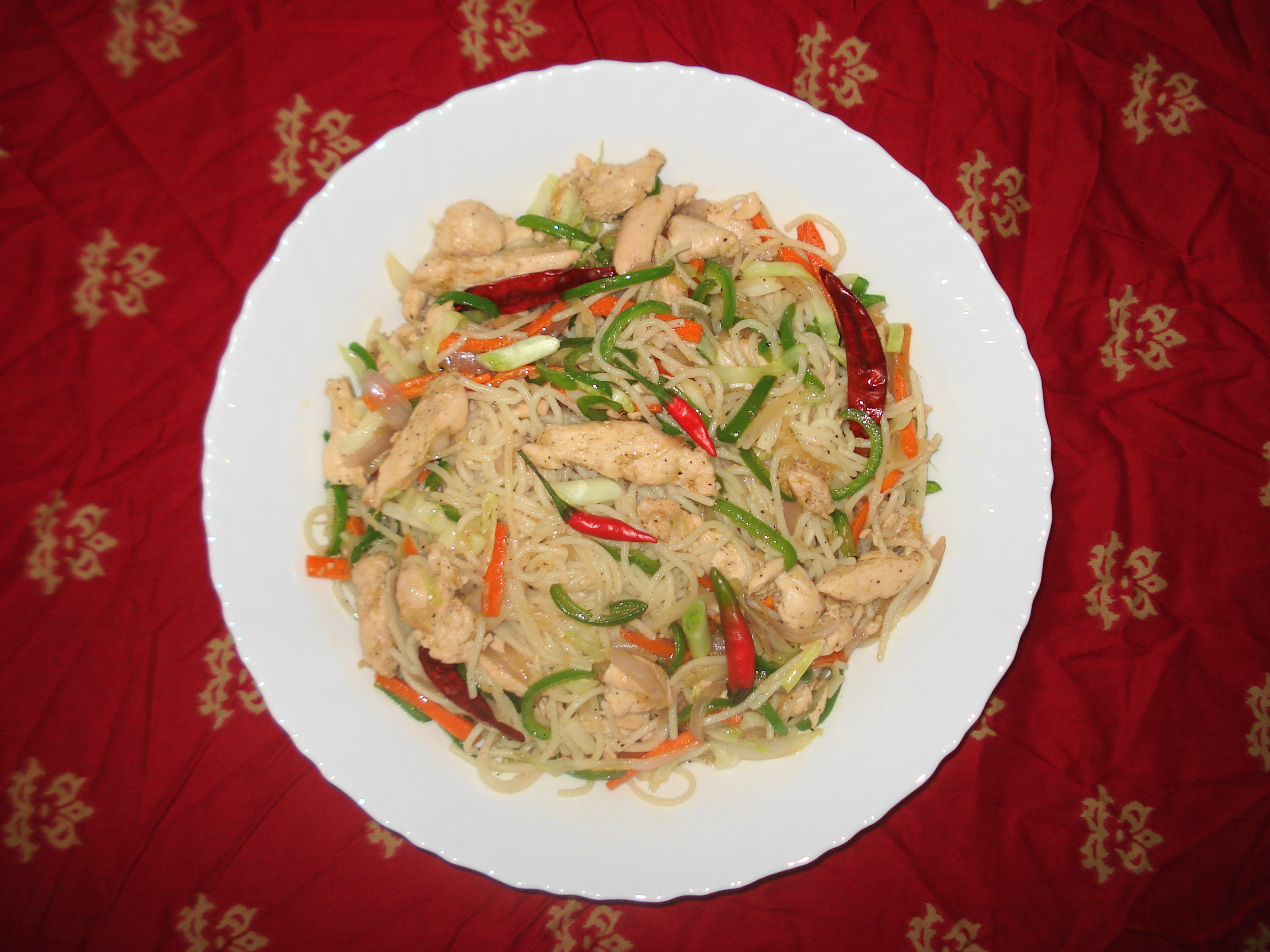
Chow mein de pollo al estilo nepalí

### Gastronomía khas
Dal-bhat-tarkari es la comida estándar del pueblo Khas, que comen dos veces al día. No obstante, cuando la tierra no es apta para el cultivo de arrozales o hay escasez, otros granos complementan o incluso dominan: con el trigo se cocina pan plano sin levadura (roti o chapati). Con el maíz (makai), el trigo sarraceno (fapar), la cebada (jau) o el mijo (kodo) se preparan gachas (dhido o ato). Las verduras (tarkari) pueden ser espinacas (sag) frescas, o fermentadas y secadas (gundruk o sinki), rábano blanco (mula), patatas (alu), judías verdes (simi), tomates (golbeda), coliflor (kauli), col (bandakopi), calabaza (farsi)...
El clima de la región montañosa de Nepal es moderado todo el año. Este tipo de clima es perfecto para la horticultura. Las frutas tradicionalmente cultivadas en las colinas incluyen la mandarina (suntala), la lima kaffir (kagati), el limón (nibuwa), la pera asiática (nashpati), la mirica (kaphal), el mango (aanp), la manzanas (syauu), el melocotón (aaru), la ciruela (aalcha o aarubakhara) y el albaricoque (kurpani). En algunas estaciones hay una cantidad excesiva de estas frutas producidas. Este exceso de frutas se usa para cocinar bebidas alcohólicas, encurtidos, frutas secas y jugo de frutas.
El Dahi (yogur), la carne al curry (masu) o pescado (machha) se sirven como guarniciones cuando están disponibles. El pollo (kukhura) y el pescado son generalmente aceptables para todos, incluida la casta Khas Brahmin (Bahun). Los hindúes «observadores» son vegetarianos y nunca comen carne de vaca (gaiko masu). También evitan que la carne de búfalo y yak porque es demasiado parecida a la vaca. El cerdo (sungurko masu) tradicionalmente solo se come por los aadibasi, sin embargo, el jabalí (bangur ko masu) era cazado y comido por los magares. Hoy en día, el jabalí se cría en cautividad y se consume su carne que es cada vez más popular entre las etnias y castas Pahari que tradicionalmente no comían carne de cerdo. Los Khas chhettris comen bandel (jabalí) ya que se considera limpio en contraste con el cerdo.

### Gastronomía de los Himalayas

#### Influencias de la cocina tibetana
La cocina del Himalaya nepalí está influenciada por la gastronomía tibetana, pues sus gentes están culturalmente emparentadas. La región del Himalaya no es fértil en comparación con otras regiones de Nepal. Además, el clima es frío durante todo el año con fuertes nevadas. Los cultivos en esta región son el trigo sarraceno, el mijo, la cebada, alubias y arroz. Las patatas son otro cultivo básico y alimento importante. También se importan grandes cantidades de arroz y otros productos de las tierras bajas.
El clima frío del Himalaya propicia una variedad de sopas calientes como el thukkpa (un tipo de ramen), así como el té y los alcoholes fuertes. El té con mantequilla se prepara mezclando mantequilla o ghee (ghyu) y sal en un té de tipo fuerte. Esta preparación de té se mezcla comúnmente con harina de tsampa para hacer un tipo de comida rápida, especialmente cuando se viaja.
El ganado criado en esta región es el yak, el chaury (cruce de yak y vaca), la cabra del Himalaya y la oveja. Se crían estos animales para obtener carne, leche, queso y dahi (similar al yogur).
La mayoría de las regiones del Himalaya son difíciles de alcanzar. No existe un medio de transporte adecuado debido a las mayores altitudes y es un desafío considerable construir un buen transporte por carretera. Por lo tanto, solo el arroz y algunas especias como la sal se importan de otras regiones por transporte aéreo o utilizando animales como medio de transporte.
Las personas en esta región comen de manera regular dhido (mijo o cebada), patatas con curry, momos (similar al dumpling), carne de yak, cabra u oveja, leche, thukpa, alcoholes destilados como el tongba... Esta región también importa arroz de otras regiones y consume daal-bhat-tarkari de vez en cuando.

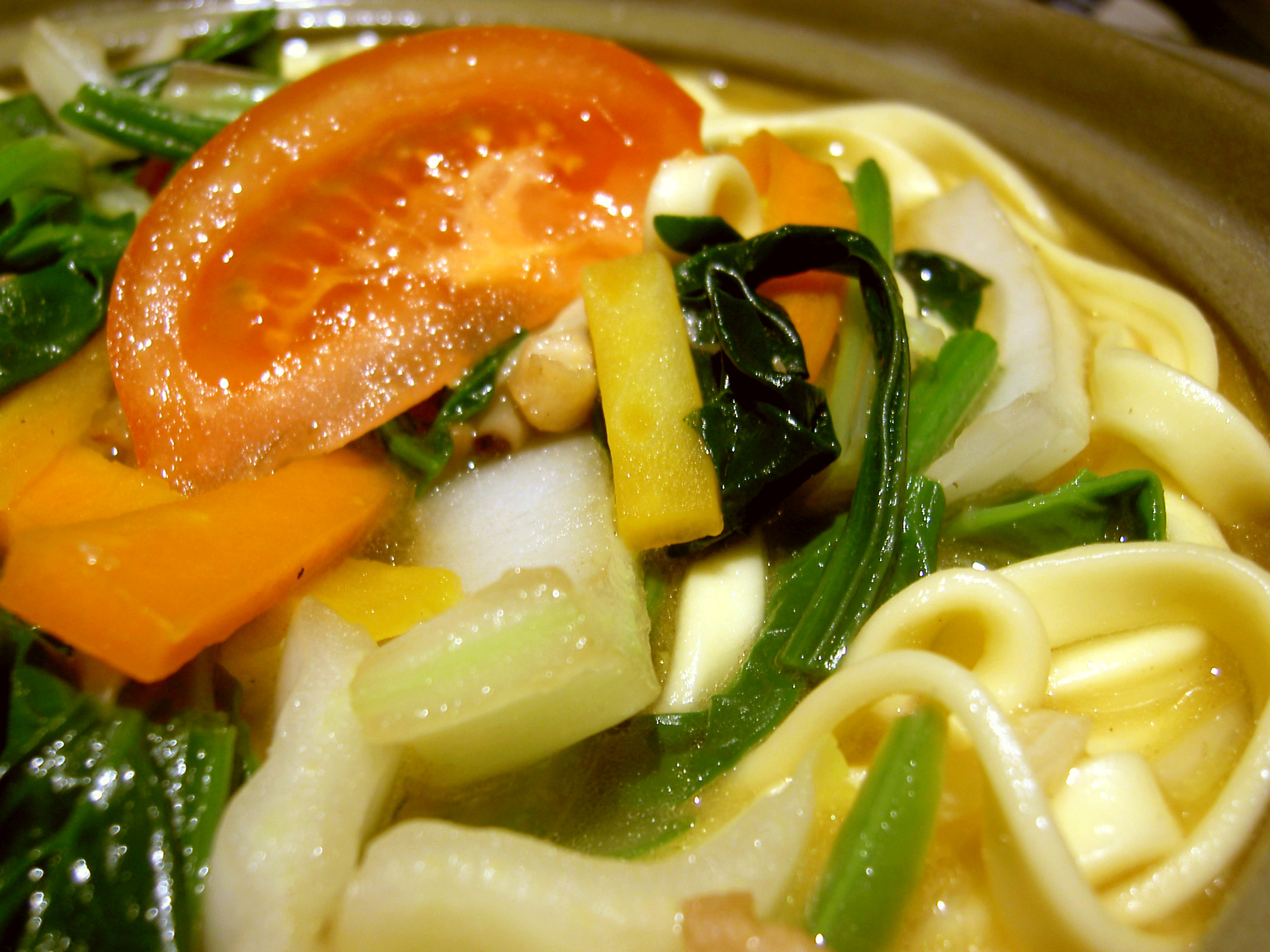
Thukpa en un restaurante nepalés en Japón.

#### Gastronomía thakali

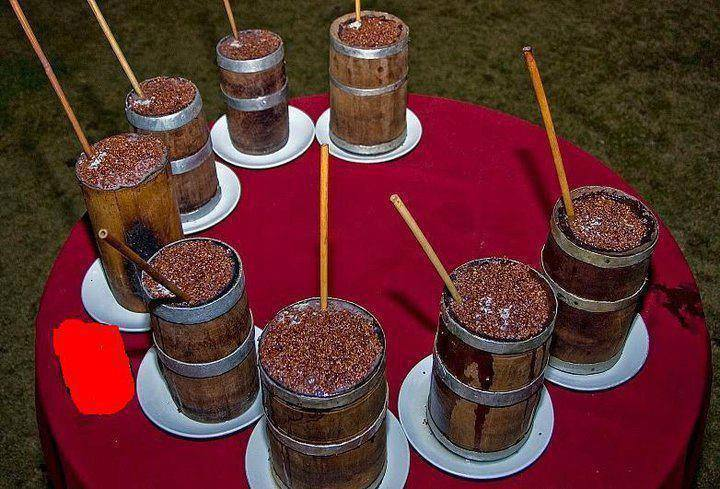
Tongba: estilo Limbu, cerveza de mijo caliente

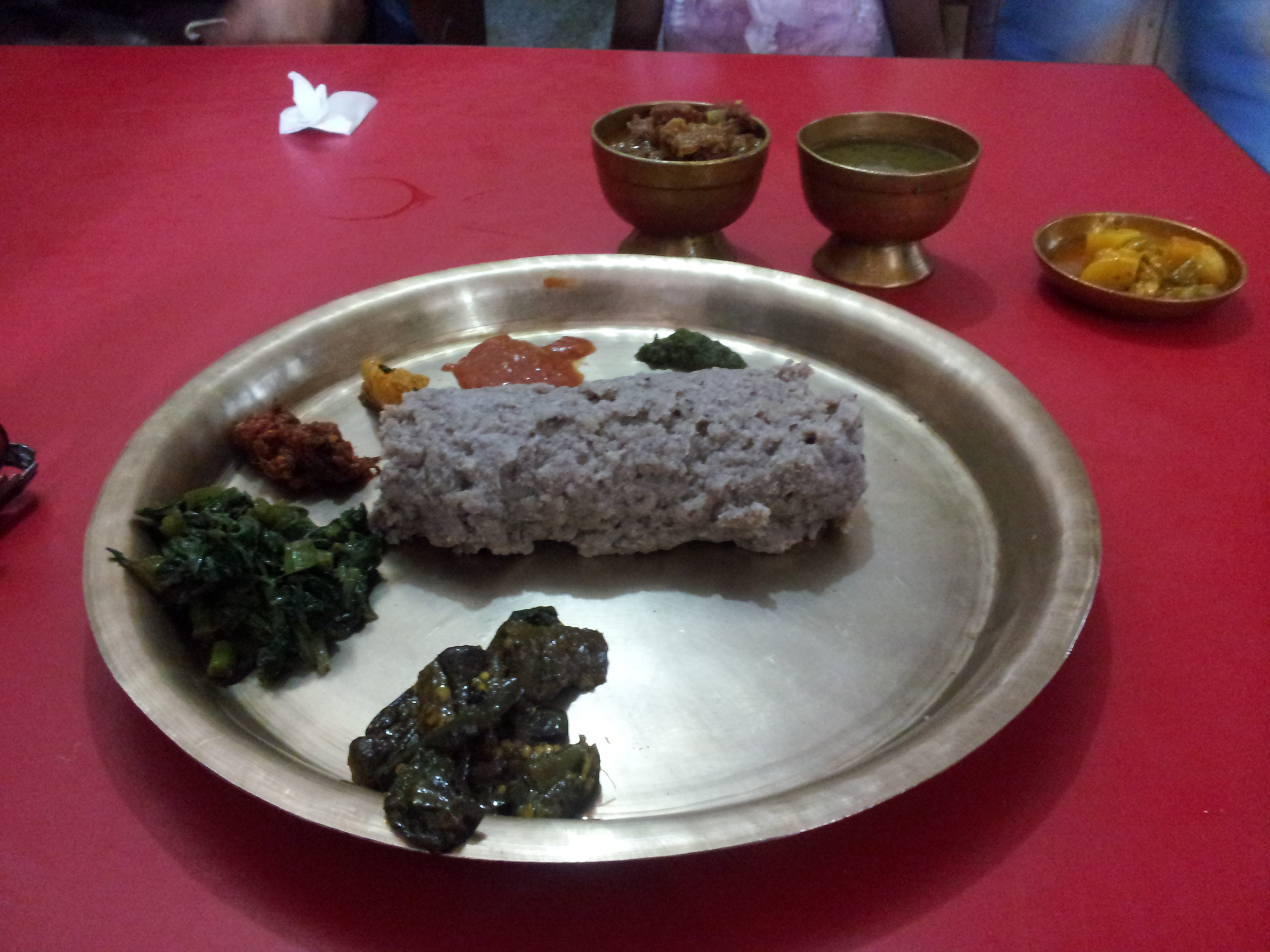
Dhindo Thali en un restaurante thakali

La gastronomía thakali —de transición entre las cocinas del Himalaya y las tierras bajas— es consumida por los thakalis que viven en el valle de Thak-Khola, una ruta comercial antigua y relativamente fácil a través del alto Himalaya. Esta cocina también se sirve en posadas (bhattis) administradas por thakalis junto con otras rutas comerciales y en Pokhara y otras ciudades en las colinas del centro de Nepal, que se dice que ofrecen la mejor comida y alojamiento antes de la gran proliferación de instalaciones para excursionistas extranjeros.
La gastronomía thakali es menos vegetariana que la gastronomía pahari. Los híbridos de yak y vaca de vaca conocidos localmente como jhopa fueron consumidos por las castas inferiores. Todas las castas comen la carne de ovejas locales llamadas Bheda y Chyangra o Chiru importadas del Tíbet. La carne se corta en rodajas finas y se seca en postes delgados cerca del fuego de cocción. La morcilla también se prepara y se seca. La carne seca se agrega al curry de verduras o se saltea en ghee y se sumerge en timur-ko-choup, que es una mezcla de chile rojo en polvo, pimienta de Sichuan, sal y hierbas locales. Con esta mezcla de especias también se sazonan patatas o huevos que pueden hervirse, freírse o hacerse tortilla.
La gastronomía thakali utiliza trigo sarraceno, cebada, mijo y dal cultivados localmente, así como arroz, maíz y dal importados de las regiones bajas del sur. El grano se puede moler y hervir en una papilla espesa que se come en lugar de arroz con dal. Incluso se hace una especie de dal de hojas secas de trigo sarraceno molido. El grano se puede tostar o reventar en arena caliente (que luego se tamiza) para servirse como aperitivo. Los thakalis también siguen las costumbres tibetanas de preparar tsampa y té con mantequilla. Para esta preparación de té se suele usar el ghee o en su defecto, aceite de cocina.
Como la mayoría de los thakalis se dedicaban al comercio, podían importar verduras, frutas y huevos de regiones más bajas. Se consumía una gran variedad de verduras a diario, algunas, especialmente rábano daikon y remolacha, secas y a menudo preparadas con cordero. La sopa preparada con espinacas conocida como gyang-to se sirvió con una pizca de timur-ko-choup. Las manzanas se introdujeron después de la llegada de horticultores extranjeros y ahora se consumen ampliamente.

### Gastronomía newar

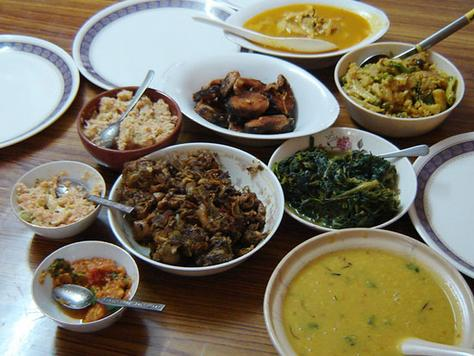
Una elaborada comida típicamente newa en Katmandú

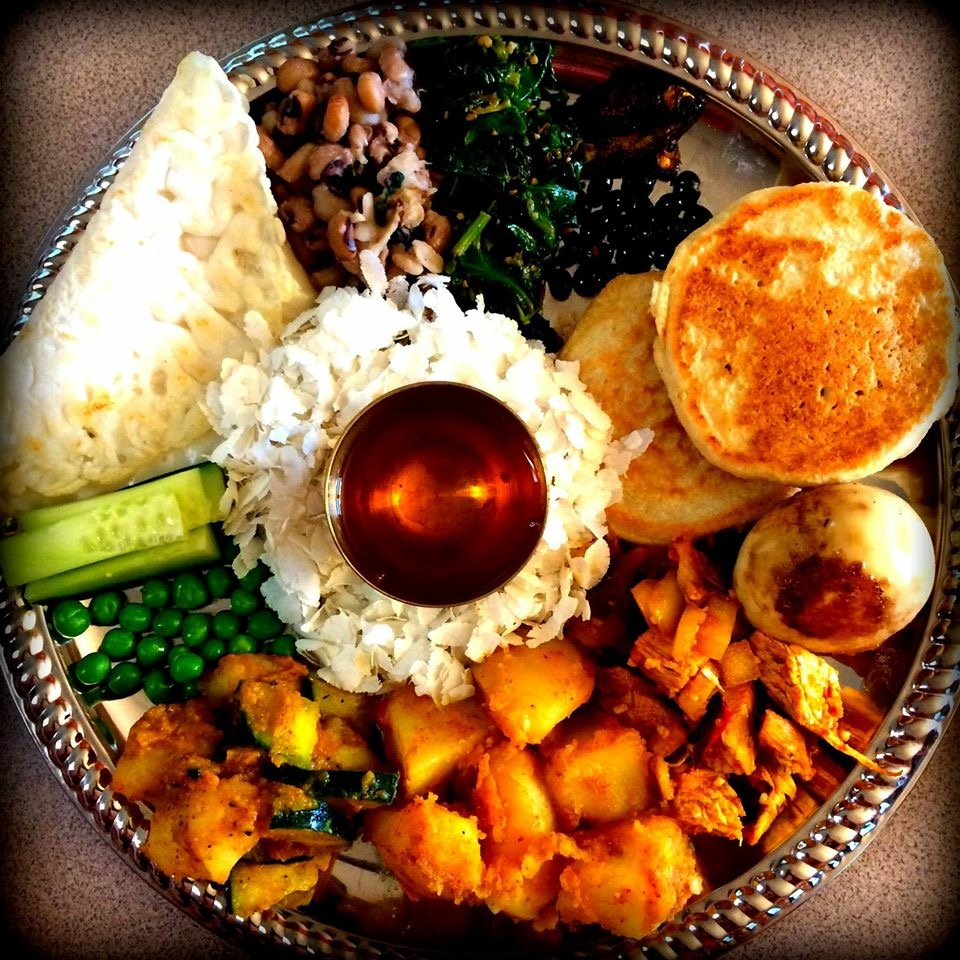
Samaybaji, de la cocina de newarí

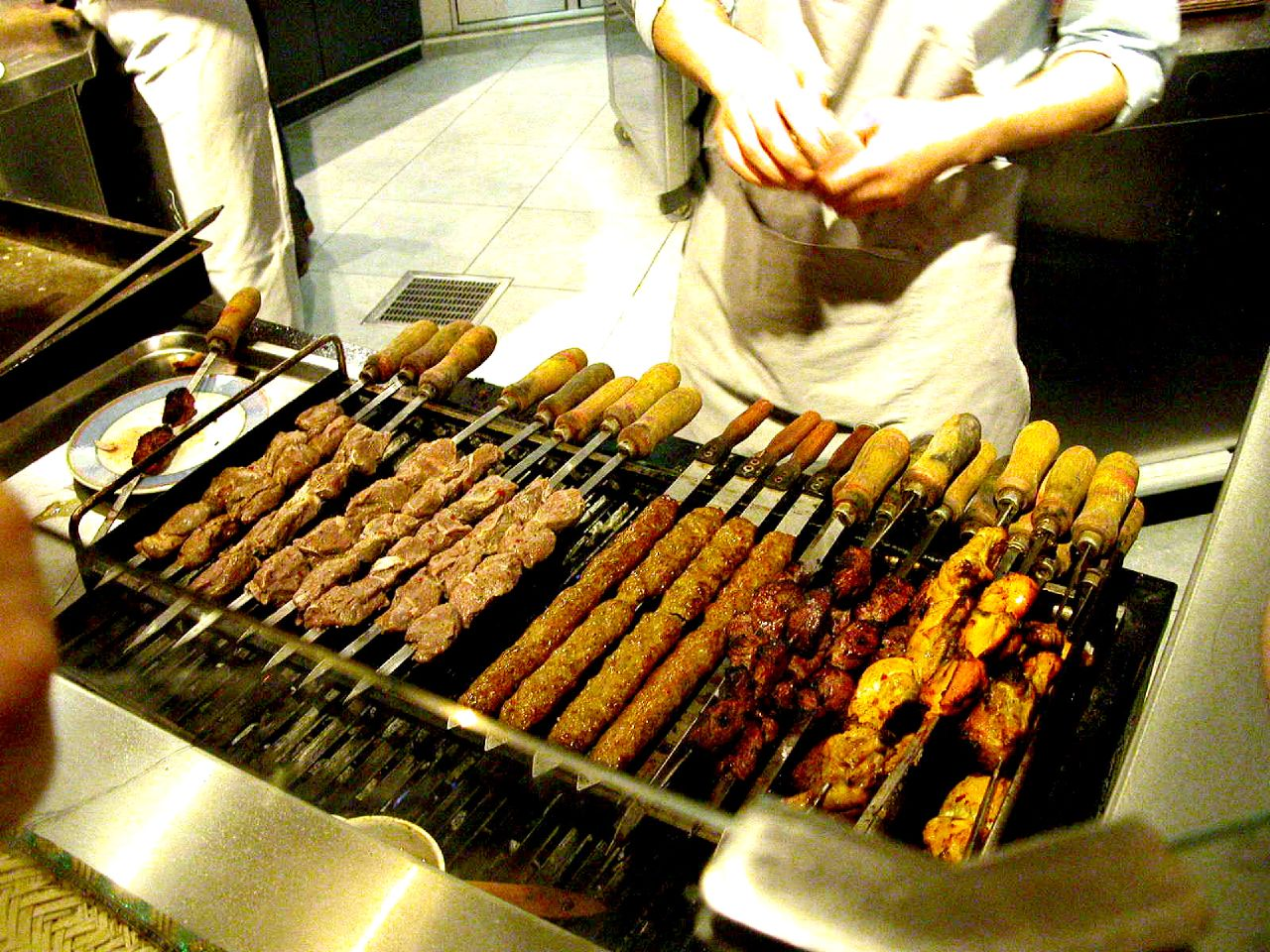
Sekuwa en un restaurante de Katmandú

Los newa o newares son un grupo étnico urbanizado que originalmente vivía en el valle de Katmandú, pero ahora también en ciudades comerciales en otras partes del mundo y los valles medios de Nepal. En los fértiles valles de Katmandú y Pokhara, los agricultores del mercado local encuentran que el cultivo es más rentable que el grano, especialmente ahora que se puede transportar en camión arroz barato y otros alimentos básicos. Además, los hogares newaríes tienen ingresos relativamente altos y su cultura hace hincapié en la comida y el banquete.
Aunque las prácticas diarias de alimentos newaríes consisten principalmente en componentes de la cocina genérica de la colina, en la comida ritual, ceremonial y festiva, los platos newaríes pueden ser mucho más variados que los genéricos pahari. La cocina newarí hace un amplio uso de la carne de búfalo. Para los vegetarianos, la carne y el pescado seco se pueden reemplazar por tofu frito o queso cottage. La cocina tiene una amplia gama de preparaciones fermentadas, mientras que la gastronomía pahari tiene más de unos pocos condimentos aachar.
Kwāti (क्वाति sopa de diferentes frijoles), kachilā (कचिला carne picada con especias), chhoylā (छोयला carne de búfalo de agua marinada en especias y asada sobre las llamas de tallos de trigo seco), pukālā (पुकाला carne frita), wo (व: pastel de lentejas), paun kwā (पाउँक्वा sopa agria), swan pukā (स्वँपुका pulmones rellenos), syen (स्येँ hígado frito), mye (म्ये lengua hervida y frita), sapu mhichā (सःपू म्हिचा tripa de hoja rellena de médula ósea) y sanyā khunā ( सन्या खुना sopa de pescado en gelatina) son algunas de las preparaciones para ocasiones festivas.
Entre los postres cabe destacar el dhau (धौ yogur), sisāautobúsā (सिसाबुसा frutas) y mari (मरि golosinas). Hay achaars hecho de fruta aamli. Thwon (थ्वँ cerveza de arroz) y aylā (अयला alcohol local) son los licores alcohólicos comunes que newares hacen en casa.
Hay una gran importancia de la comida en la cultura newarí. La cocina newari es una de las comidas más deliciosas con sabores intensos. Hay platos para cada parte comestible de la carne de búfalo (cocida y cruda) que incluye intestino, estómago y cerebro. Esa es otra razón por la que son famosos.

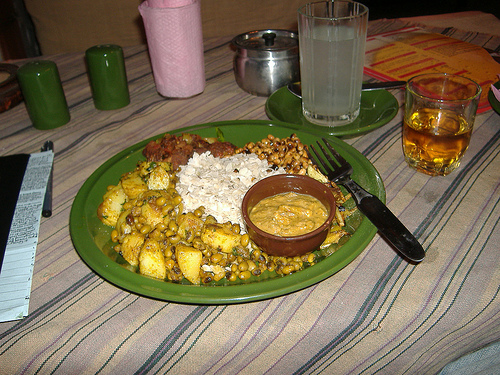
Típico choila newarí, con especias y picante

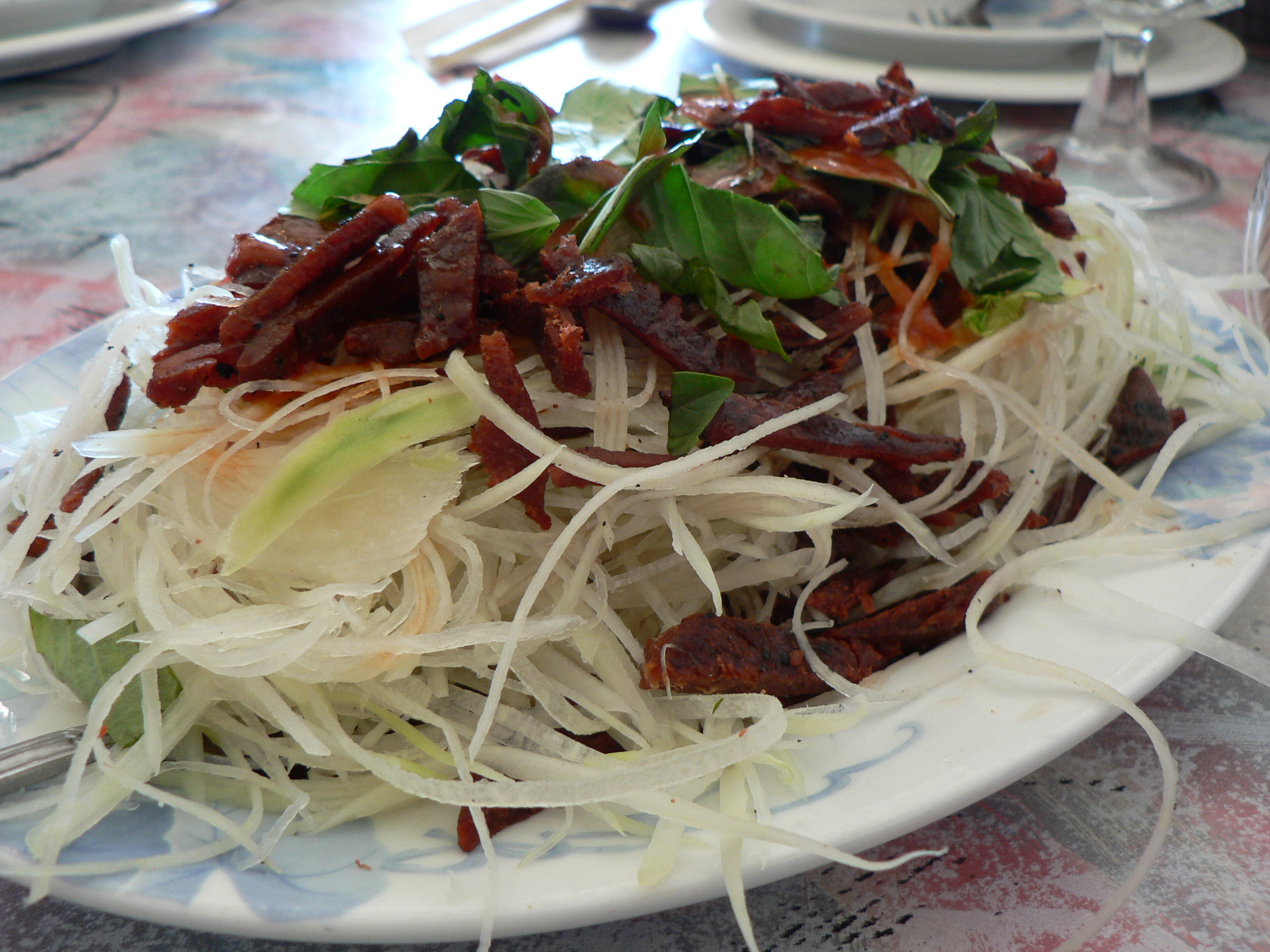
Sukuti con ensalada de papaya

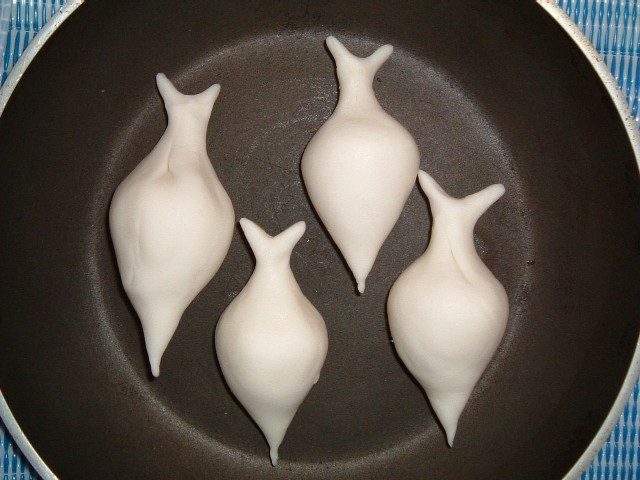
Golosinas yomari newaríes

### Otras etnias con costumbres culinarias propias
Muchos janajati (nacionalidades indígenas con costumbres que parten de las normas hindúes) comen carne de búfalo y cerdo. Tradicionalmente, los magiares comían carne de cerdo pero no búfalos de agua, mientras que los gurung hacían lo contrario. Más al este, los tamang, los rai y los limbu tienen alimentos étnicos únicos que incluyen kinema (soja fermentada), yangben (musgo de reno), preparaciones de brotes de bambú, pan hecho de mijo o trigo sarraceno y la bebida tradicional de los limbu, la tongba (cerveza de mijo).

### Gastronomía terai
La comida Terai, al sur de la cordillera Siwalik, se refiere a gastronomías similares como la gastronomía maithili en el este, la gastronomía tharu en el oeste y la gastronomía bhojpuri en el centro y oeste de la región de Madhesh en Nepal. Más al oeste, se encuentra la  gastronomía awadhi influenciada por la gastronomía mughlai, que es consumida principalmente por la importante población musulmana en Nepalganj.
Las dietas Terai pueden ser más variadas que en las colinas medias debido a la mayor variedad de cultivos locales además de los productos comerciales importados de microclimas más fríos en las regiones montañosas cercanas, así como de otras partes del Gran Nepal. Las frutas comúnmente cultivadas en Terai incluyen mango (aap), lichi, papaya (armewa/mewa), plátano (kera/kela/kola) y nanjea (katahar/katahal).
Un conjunto típico terai incluye arroz basmati con ghee, daal de guisantes, tarkari (diferentes vegetales cocidos), taruwa (vegetales crudos rebozados también conocidos como baruwa como papa, berenjena, chile, coliflor...), papad/papadum, encurtidos de mango o limón y yogur. Para los productos no-vegetarianos, se consume principalmente pescado o curry de cabra. Tradicionalmente, nunca solía haber productos avícolas, pero hoy en día, debido a la urbanización, las aves de corral también son comunes.
Nepal tiene siete valles interiores de Terai de baja elevación encerrados por las cadenas montañosas de Siwalik y Mahabharat. Históricamente, estos valles fueron extremadamente palúdicos y poblados principalmente por los pueblos tharu y maithil que tenían resistencia genética. Como los valles estaban aislados unos de otros, los enclaves de tharu hablaban diferentes dialectos y tenían diferentes costumbres. Es posible que hayan tenido diferentes gastronomías, aunque esto no ha sido muy bien estudiado. Sin embargo, la mayoría de los tharu históricamente tuvieron una dieta variada a través de la caza y la recolección, así como la agricultura y la cría de animales.
Esto contrastaba con las dietas de los hindúes pahade o pahari que eran predominantemente agrícolas y usaban solo unas pocas fuentes de proteína animal debido a las prohibiciones religiosas o de casta. En la década de 1950, cuando Nepal abrió sus fronteras a los extranjeros y las misiones de ayuda exterior, los programas de supresión de la malaria en el interior de madhesh hicieron posible que las personas sin resistencia genética sobrevivieran allí. Los tharu y maithil enfrentaron una afluencia de personas que huían de la tierra y los déficit alimentarios en las colinas. La conversión de bosques y pastizales a tierras de cultivo y las prohibiciones de cazar desplazaron a los tharu y maithil en el este y el oeste de la caza y la recolección terrestres, hacia un mayor uso de pescado, cangrejos de agua dulce, langostinos y caracoles de ríos y estanques.
Los tharu crían pollos y emplean perros para cazar ratas en arrozales y luego los asan enteros en palos. El cordero puede obtenerse de personas nómadas de las montañas, como Kham Magar, que llevan rebaños de ovejas y cabras a pastos subalpinos que bordean el alto Himalaya en verano, y hasta los valles del interior de Madhesh en invierno. La creciente competencia por la tierra obliga a los pueblos tharu y maithil a abandonar la agricultura itinerante en favor de la agricultura sedentaria, por lo que la costumbre nacional de comer arroz con lentejas avanza. Los tharu o maithil tienen formas únicas de preparar estos alimentos básicos, como las albóndigas de arroz y lentejas llamadas bagiya o dhikri  y el arroz inmaduro se usa para hacer una especie de gachas, maar.
La raíz de taro es un cultivo importante en la región. Se comen las hojas y las raíces. Sidhara es una mezcla de raíz de taro, pescado seco y cúrcuma que se transforma en tortas y se seca para su conservación. Los pasteles se rompen y se cocinan con rábano, chile, ajo y otras especias para acompañar el arroz hervido. Los caracoles se limpian, se hierven y se condimentan para hacer ghonghi. Otro compendio corto de recetas de tharu y maithil incluye cangrejo asado, pan plano de trigo frito en aceite de mostaza y pasteles de hoja de taro fritos.

### Gastronomía Lohorung

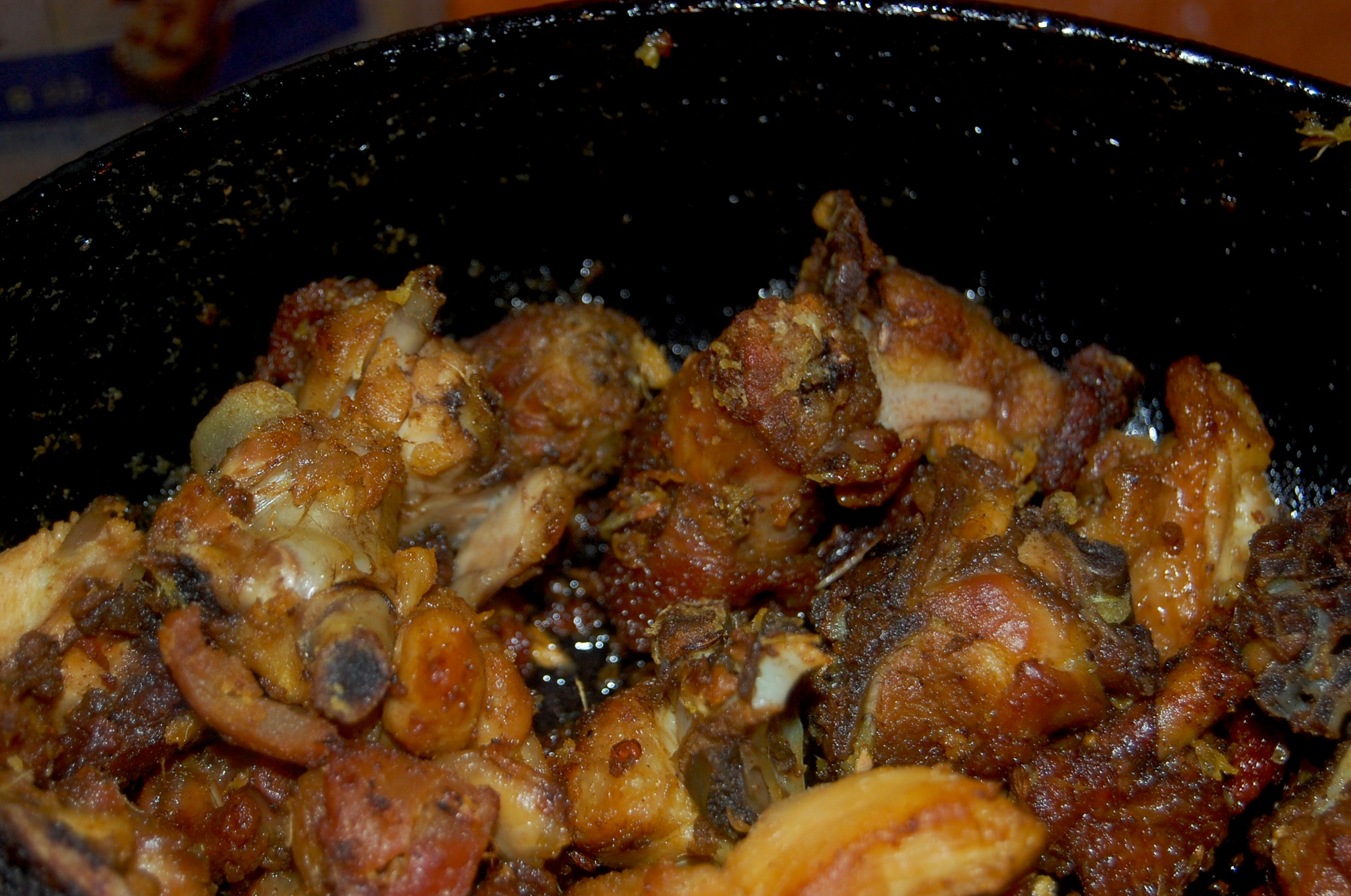
Pollo frito.

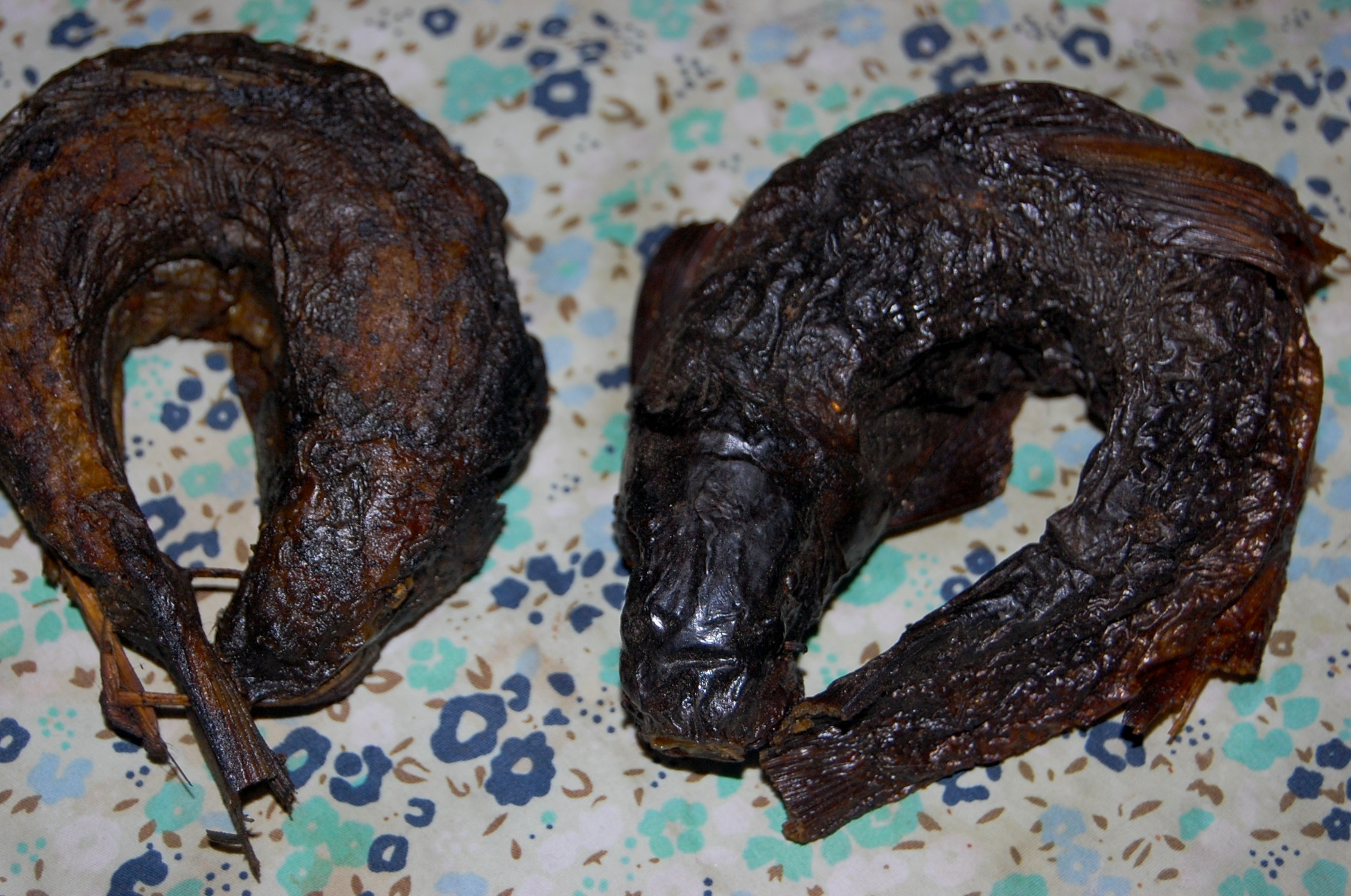
Pescado asalee del río Shankhuwa, en Shankhuwasabha.

Los lohorung son indígenas del este de Nepal. Tienen una variedad de comida en su cocina hecha con ingredientes locales. Algunos de ellos son Tongba, Wachipa, Wamik, Masikdaam, Kinima, Sibring, Sel roti, Bawari, Dhule Achar, Saruwa, Chamre, Yangpen, Dibu...

### Tentempiés
Los refrigerios incluyen maíz reventado o reseco llamado khaja (literalmente, «come y corre»), arroz batido (baji o chiura), tostada de soja (bhatmas), dulces de fruta seca (lapsi) y alimentos indios como la samosa y los dulces indios. Cada vez más, se encuentran aperitivos internacionales como las galletas, patatas fritas y fideos instantáneos (wai wai). Los jóvenes de Nepal prefieren los refrigerios occidentales, ya que son fáciles de conseguir y requieren menos tiempo.

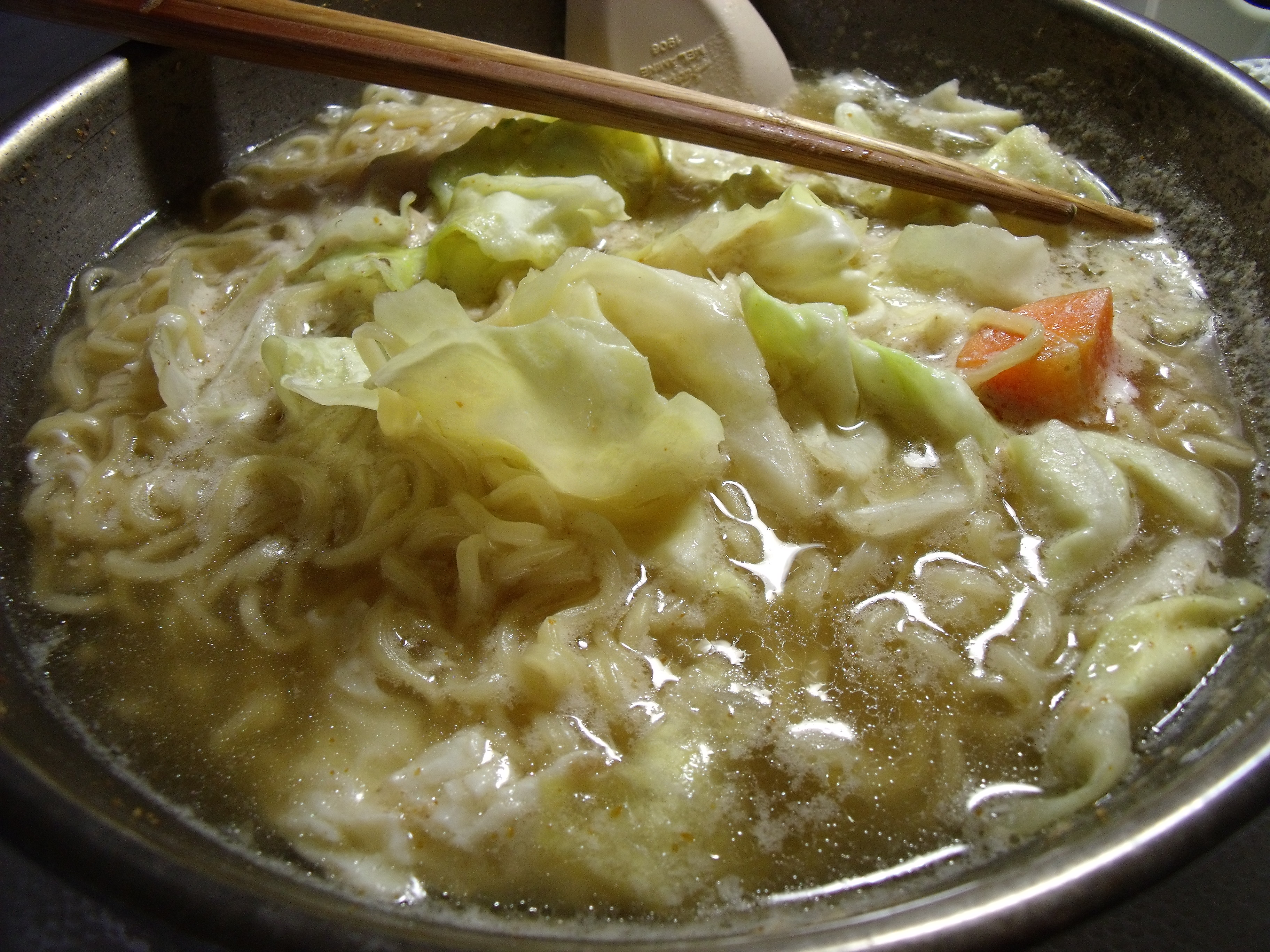
Vegetales y huevo en fideos instantáneos

### Bebidas
El té (chiya) generalmente tomado con leche y azúcar, jugo de caña de azúcar (sarbat) y suero de mantequilla (mahi) son bebidas comunes. Las bebidas alcohólicas incluyen rakshi, un destilado de mijo, y jaand o jard, una cerveza de arroz. En las montañas existe bebidas alcohólicas de mijo: tongba, nigaar y chhyaang.

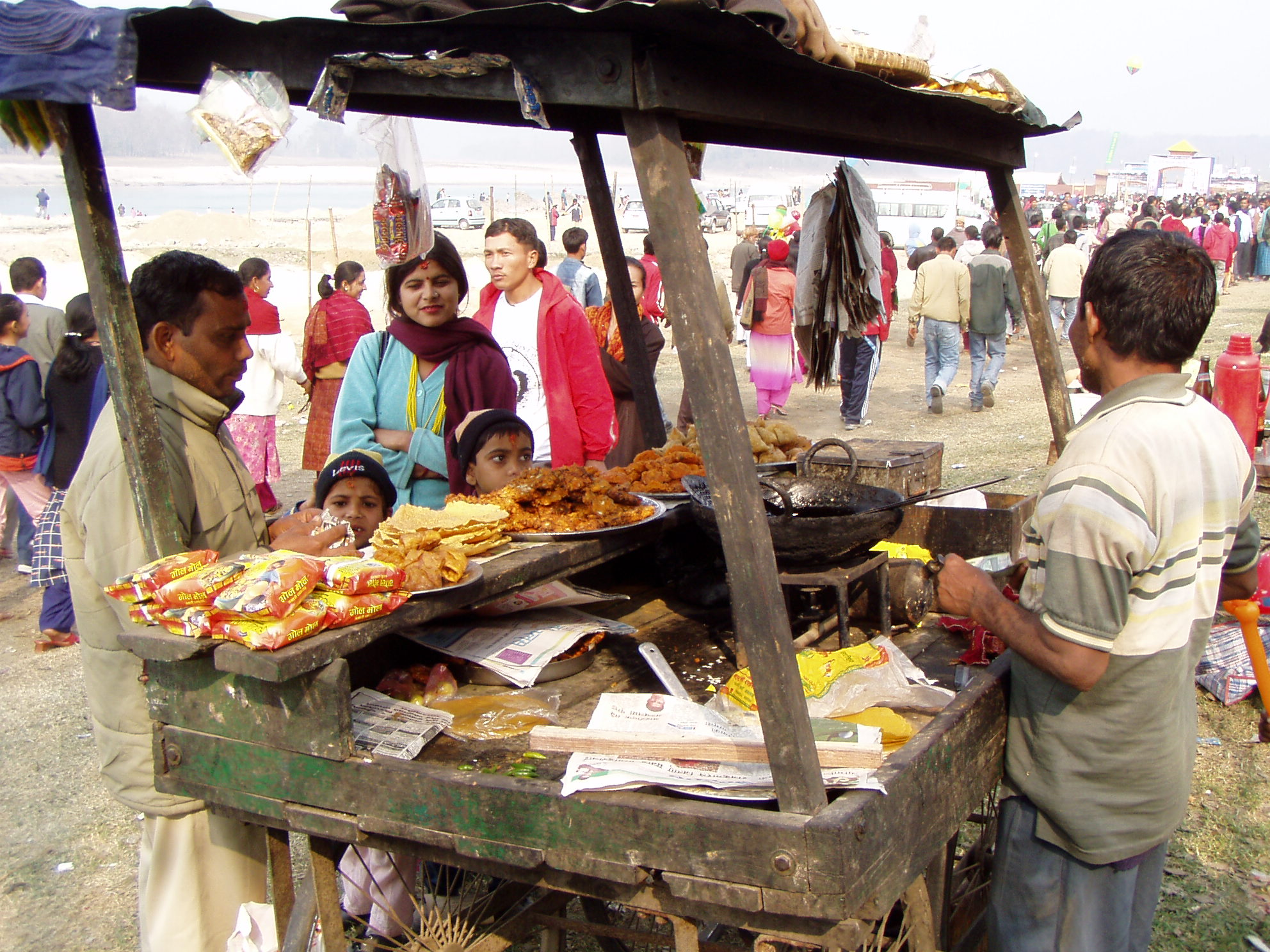
Vendedor ambulante de bocadillos
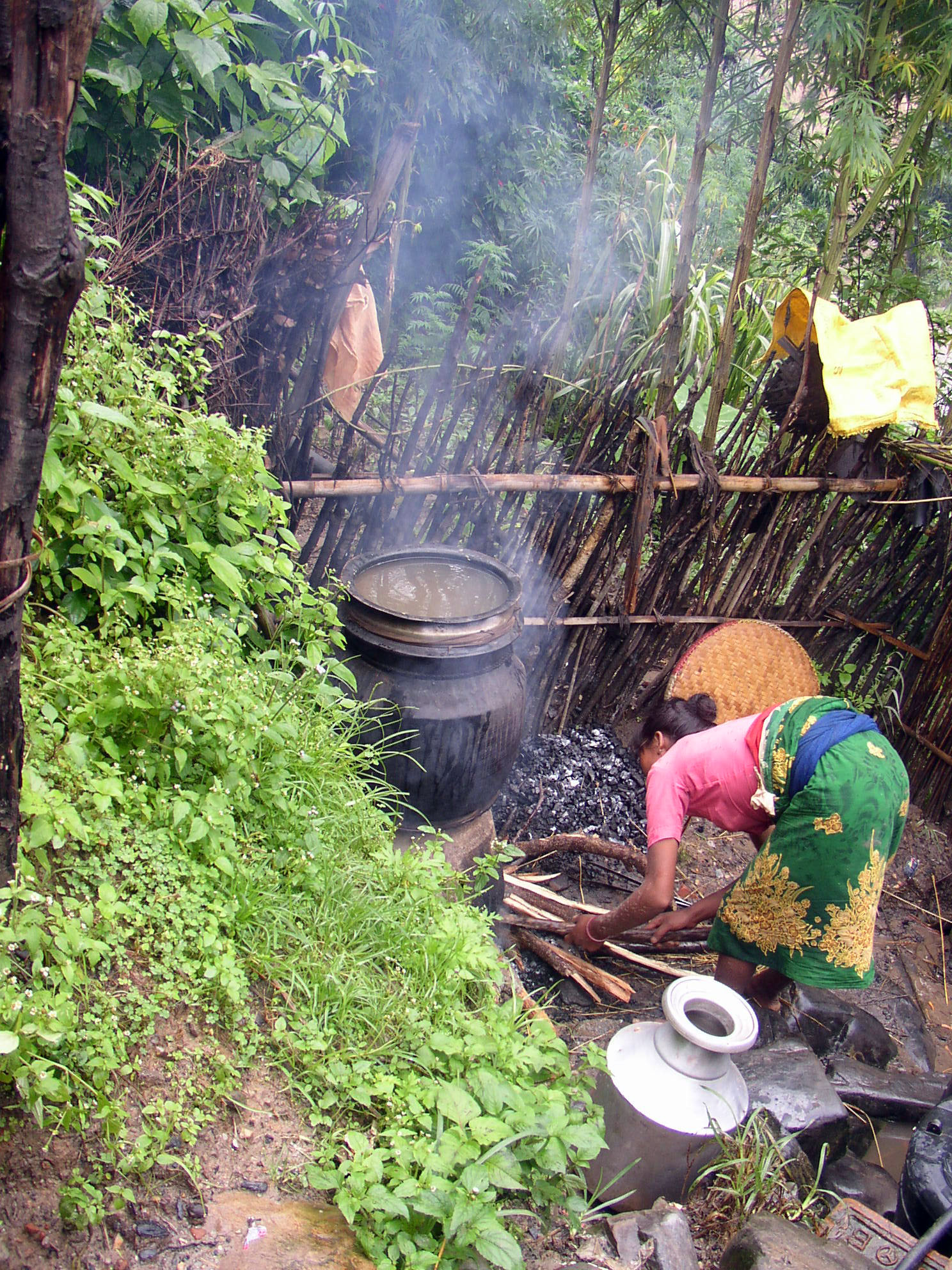
Destilería de rakshi
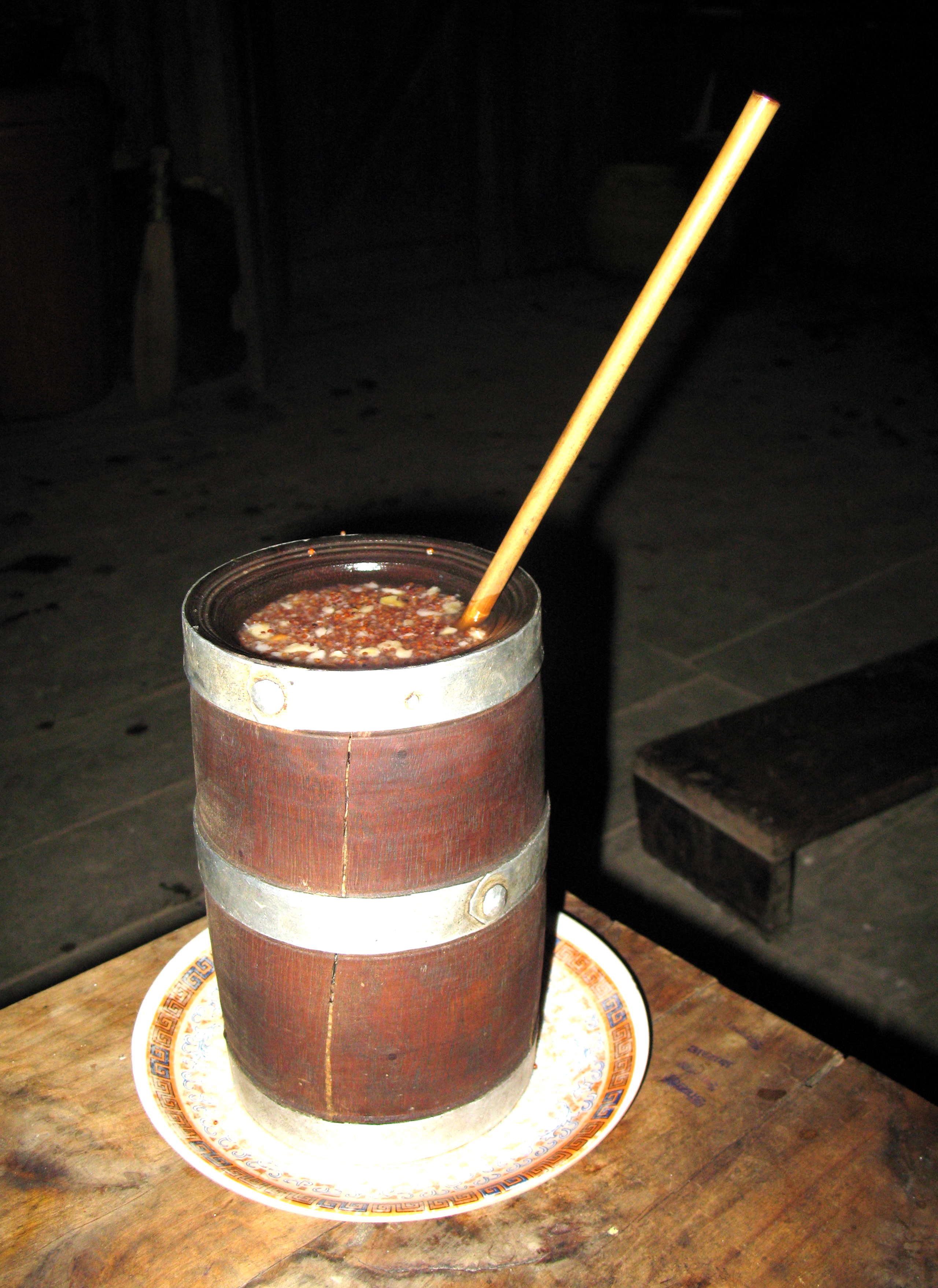
Tongba bebida alcoholica (fermentado de mijo)

## Influencia occidental
La cultura occidental ha influenciado la cocina nepalí: pan, cereales, bagels, pizzas, sándwiches, hamburguesas y pastas, así como refrescos (Coca-Cola, Fanta, Sprite...) son comunes en las ciudades y lugares donde hay un número razonable de turistas. Las familias de clase media que residen en las ciudades consumen estos alimentos a diario. Uno puede encontrarlos los restaurantes de casi todas las ciudades.

## Etiqueta
Las comidas se comen tradicionalmente sentadas en el suelo, aunque los restaurantes y las casas acomodadas tienen mesas con sillas o bancos. Un gran montón de bhat, dhindo o un montón de rotis se sirve en un jharke thal (un plato grande) o un khande thal (un plato compartimento). En el jharke thal, el arroz está rodeado por montículos más pequeños de vegetales preparados, chutney fresco o encurtidos en conserva, y algunas veces cuajada o yogur, pescado o carne. En cambio, se usan vasos y tazones separados para diferentes platos, mientras se sirven en platos más pequeños o cuando se sirven a invitados de honor o ancianos de la familia. En un khande thal, hay pequeños compartimentos separados para chutney y tarkari y otros platos.
La comida se consume tradicionalmente con la mano derecha. Tocar o comer alimentos con la mano izquierda, que se usa tradicionalmente para la higiene personal es un tabú. Las manos deben lavarse antes de comer, y la mano y la boca deben enjuagarse después. Es costumbre lavarse los labios después de comer. El uso de cucharas, y más recientemente tenedores, también está aumentando, y preguntar si se dispone de uno es aceptable. No es necesario lavarse las manos y la boca, antes o después, cuando se come con una cuchara.
En Nepal, especialmente entre las castasbrahmán y kshetri, la pureza de los alimentos y las bebidas se toma muy en serio. El contacto con la saliva se considera casi universalmente para hacer que los alimentos sean impuros, lo que se considera jutho y puede verse como un signo de insulto o grave ignorancia. La aceptabilidad de los alimentos jutho sigue la jerarquía tradicional de respeto, donde el jutho de los padres es aceptable para los niños, pero no al revés, etc. Las personas de igual posición, como amigos y cónyuges, también pueden compartir jutho, excepto entre personas muy religiosas (donde el jutho es impuro) o personas tradicionales (donde se cree que el jutho transfiere enfermedades, o los esposos pueden ser superiores a las esposas). En una vena similar, alimentos tocados por mascotas y otros animales, o donde se descartan las gotas de un insecto y se lavan bien los recipientes. Se pueden hacer algunas excepciones para animales tradicionalmente considerados puros, como las vacas y las abejas.
Aunque el casteismo en Nepal ha sido oficialmente prohibido, no es raro encontrar una fuerte discriminación basada en la casta de los brahmanes y kshetris de las zonas rurales, así como en familias altamente religiosas en los hogares urbanos y ricos. Las personas mayores religiosas pueden negarse a comer comidas cocinadas por personas de castas inferiores, por lo que, en una familia Brahmán con una nuera no Brahmán, donde las nueras están a cargo de las tareas domésticas y la cocina, los padres ancianos y los abuelos pueden elegir cocinar su propia comida. Los dalits pueden ser muy discriminados en las comunidades rurales, donde se puede descartar cualquier agua o alimento que toquen, con la excepción de las frutas frescas y los granos y frijoles crudos. Se les puede hacer sentarse por separado del resto durante las fiestas, generalmente lejos de la cocina. Es posible que no sean bienvenidos dentro de la casa y que se les sirva la comida afuera, en el porche o en el césped. Los dalits se pueden hacer para recoger agua por separado, cuando nadie más está usando el grifo, el manantial o el pozo comunales. En caso de agua estancada (como pozos y estanques), los dalits pueden tener prohibido usar las fuentes comunales. Los extranjeros pueden encontrar una interpretación racista de tales reglas de intocabilidad y pureza, por lo que las personas blancas no pueden enfrentar ningún tipo de discriminación perceptible, excepto al entrar en áreas sagradas del hogar; mientras que las personas negras y otras de piel oscura pueden ser tratadas de manera similar a los dalits. Las bebidas alcohólicas se consideran impuras y las personas borrachas pueden no ser bienvenidas en la mayoría de los hogares brahmanes y kshetris, incluso en aquellos que no discriminan por casta o raza. Entre la mayoría de los nepaleses, incluidos los  brahmanes y kshetris no conservadores, ya no se encuentran estas prácticas discriminatorias tradicionales.

## Galería

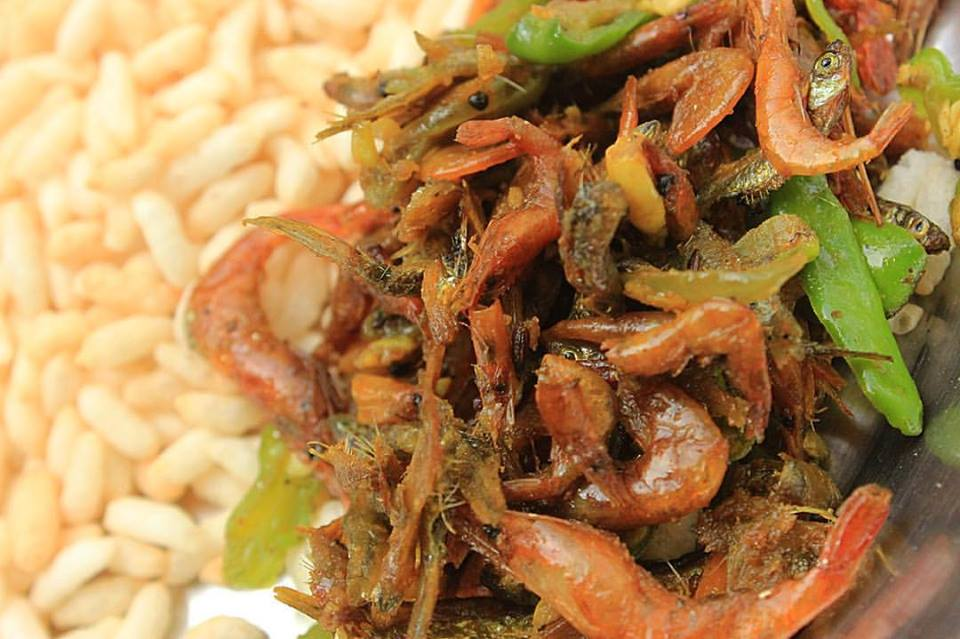
Plato de pescado seco; Cocina Tharu
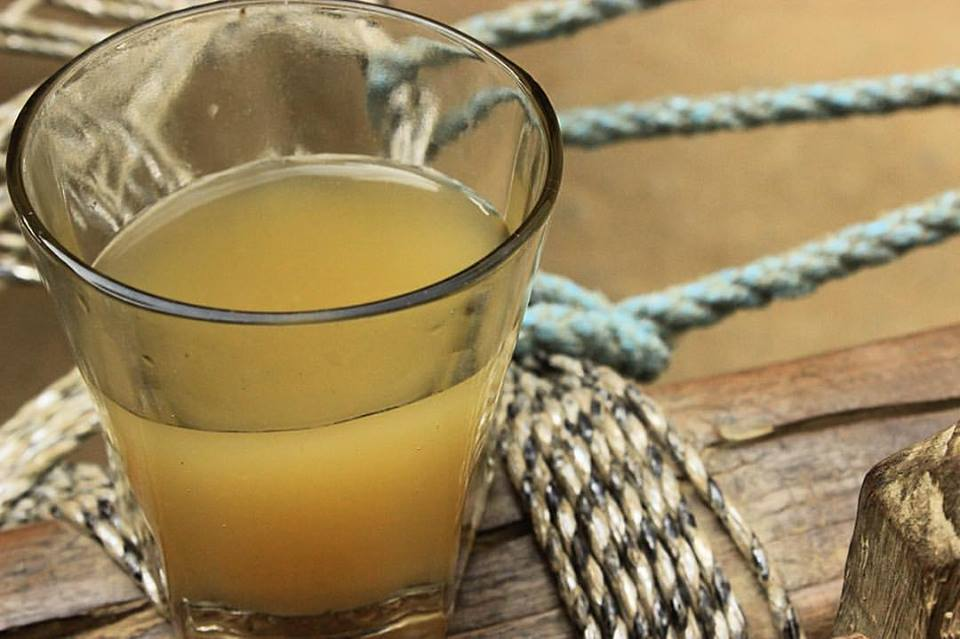
Vino de arroz; Cocina Tharu
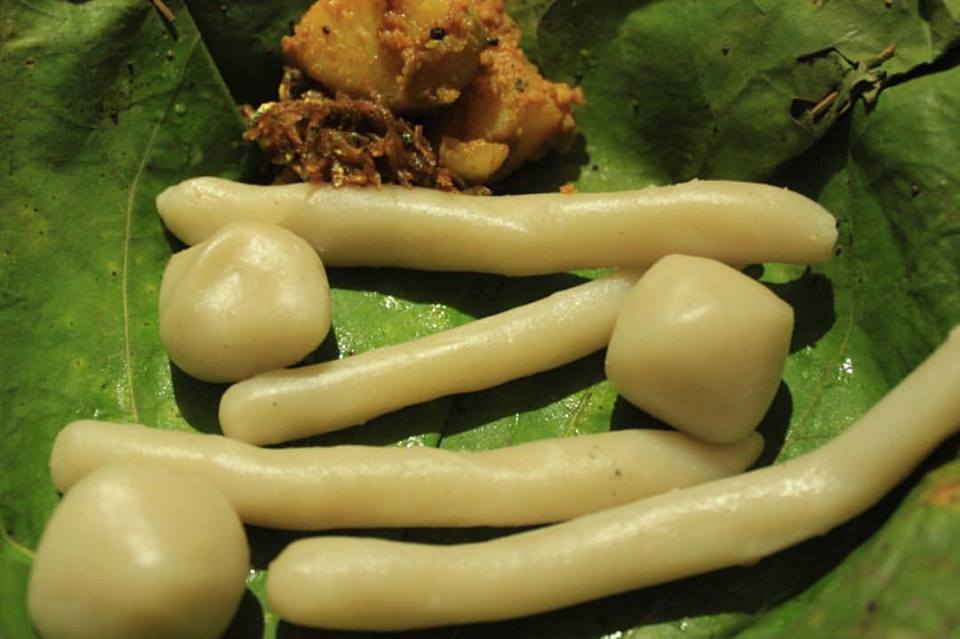
Dhikari; Cocina Tharu
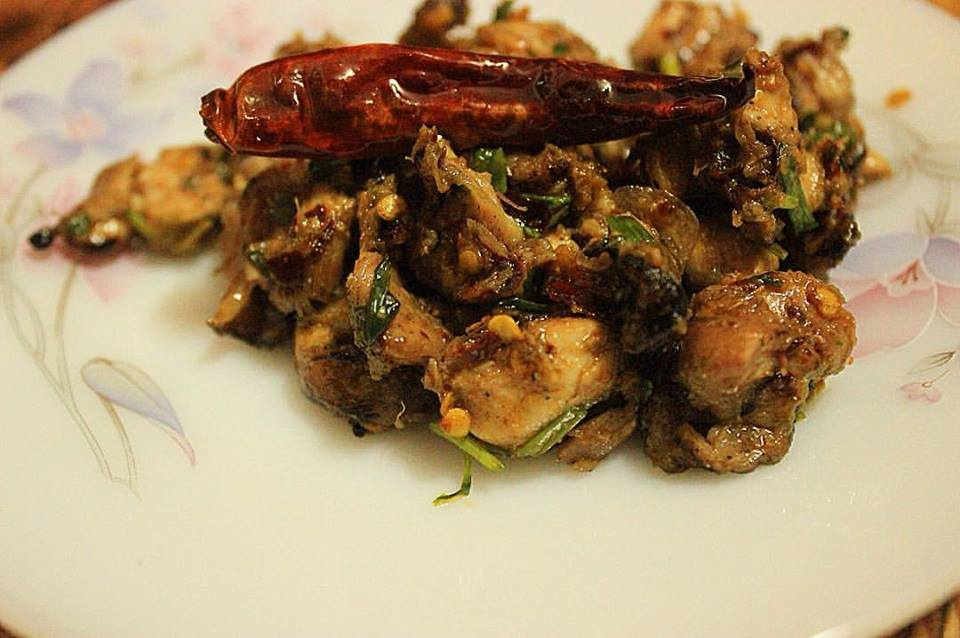
Chhwela; Cocina Newa
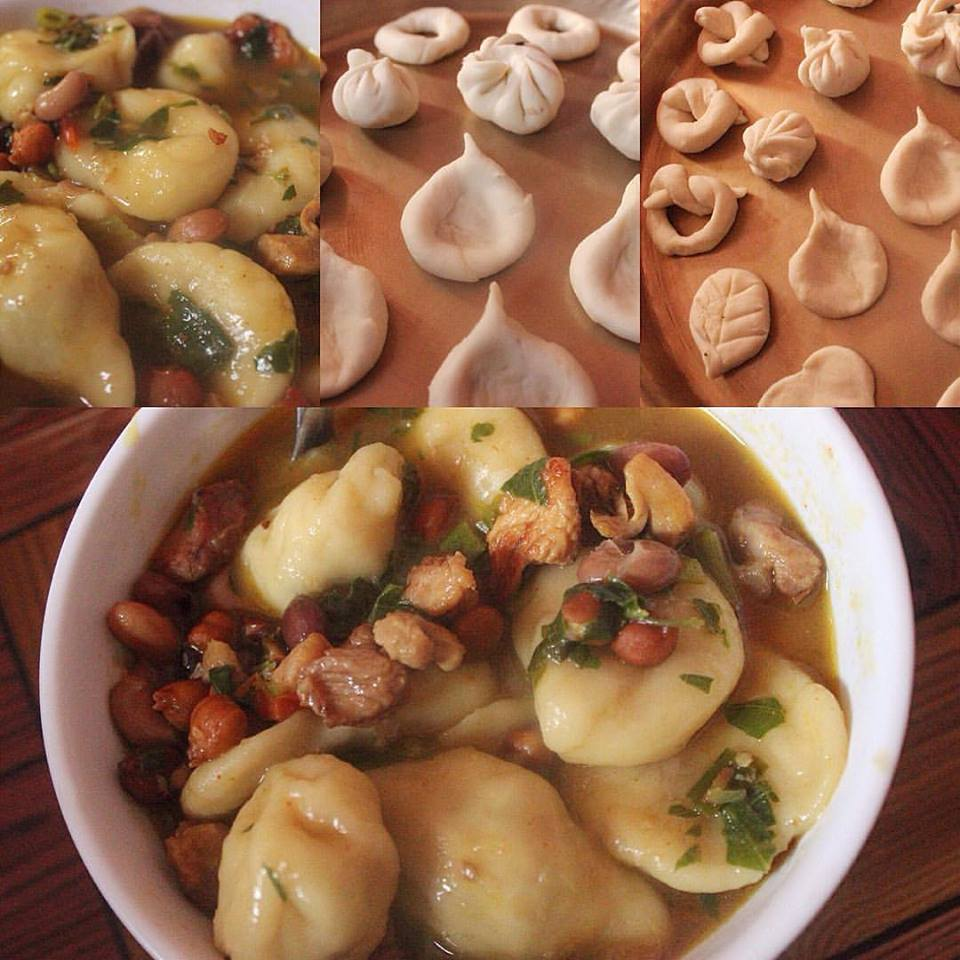
Gwarcha; Cocina Newa
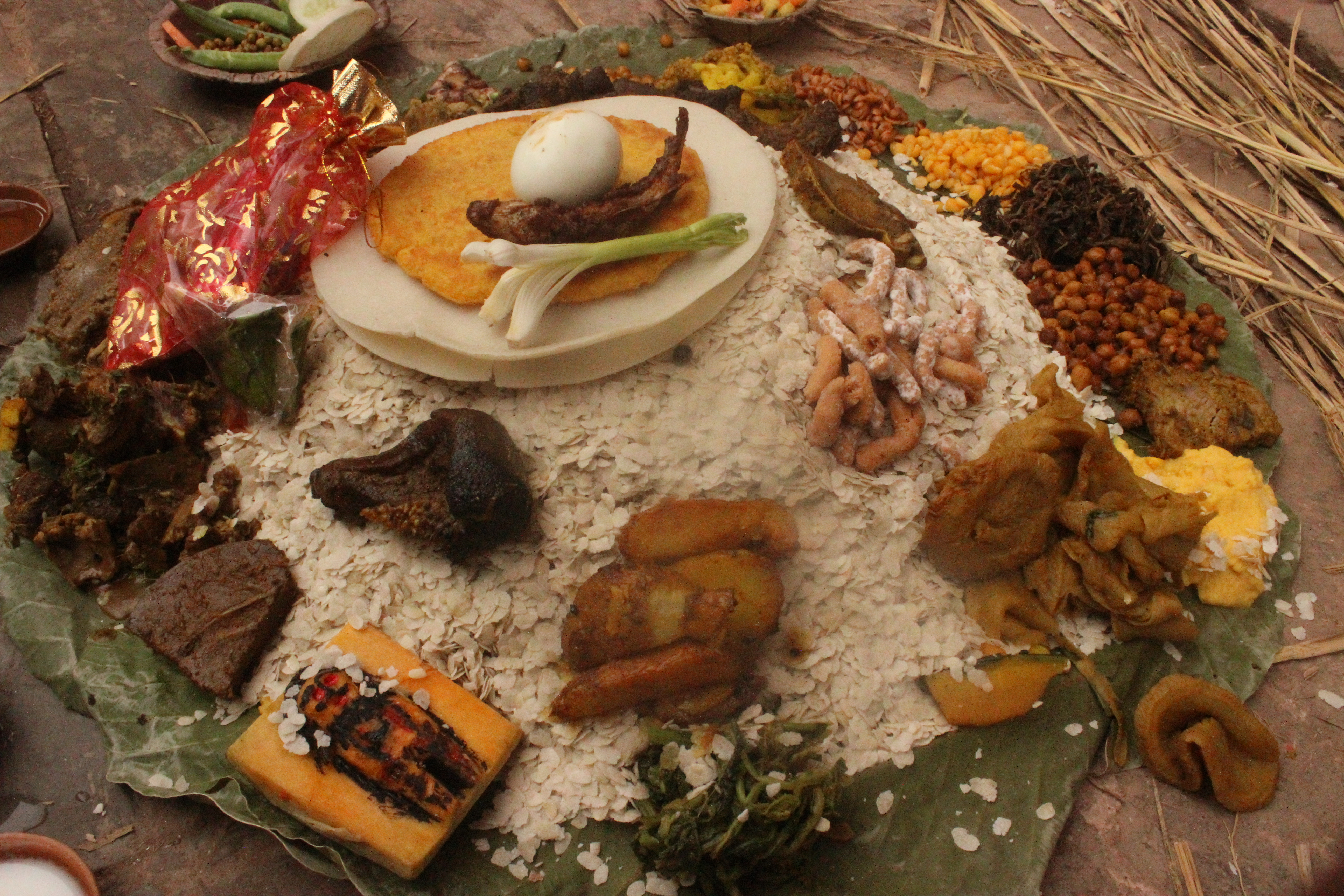
Lapte Bhoye; Cocina Newa
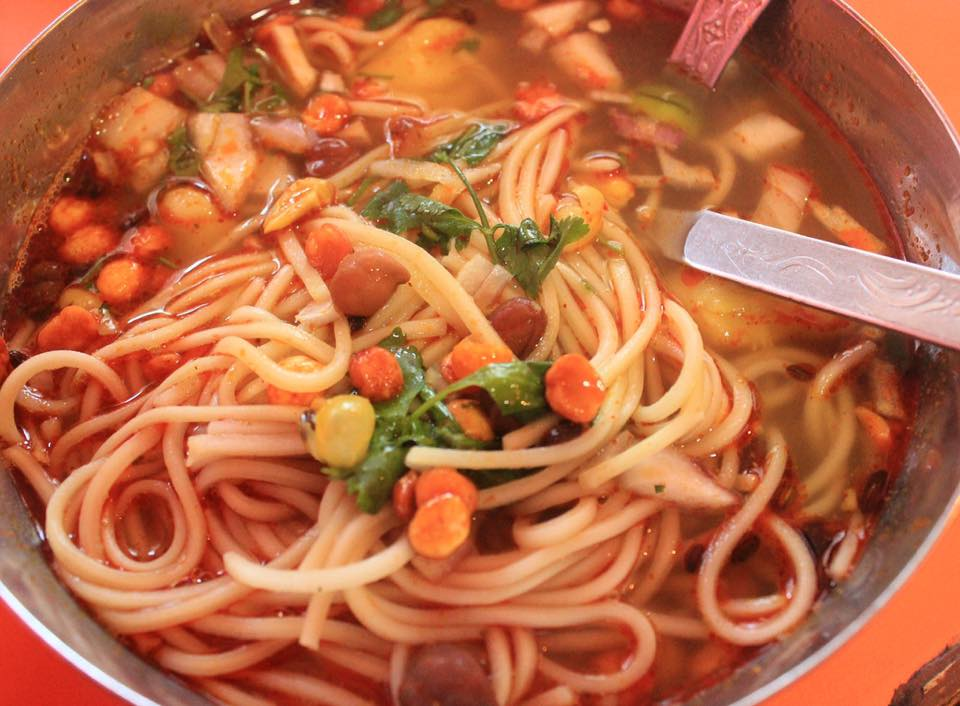
Thukpa nepalí
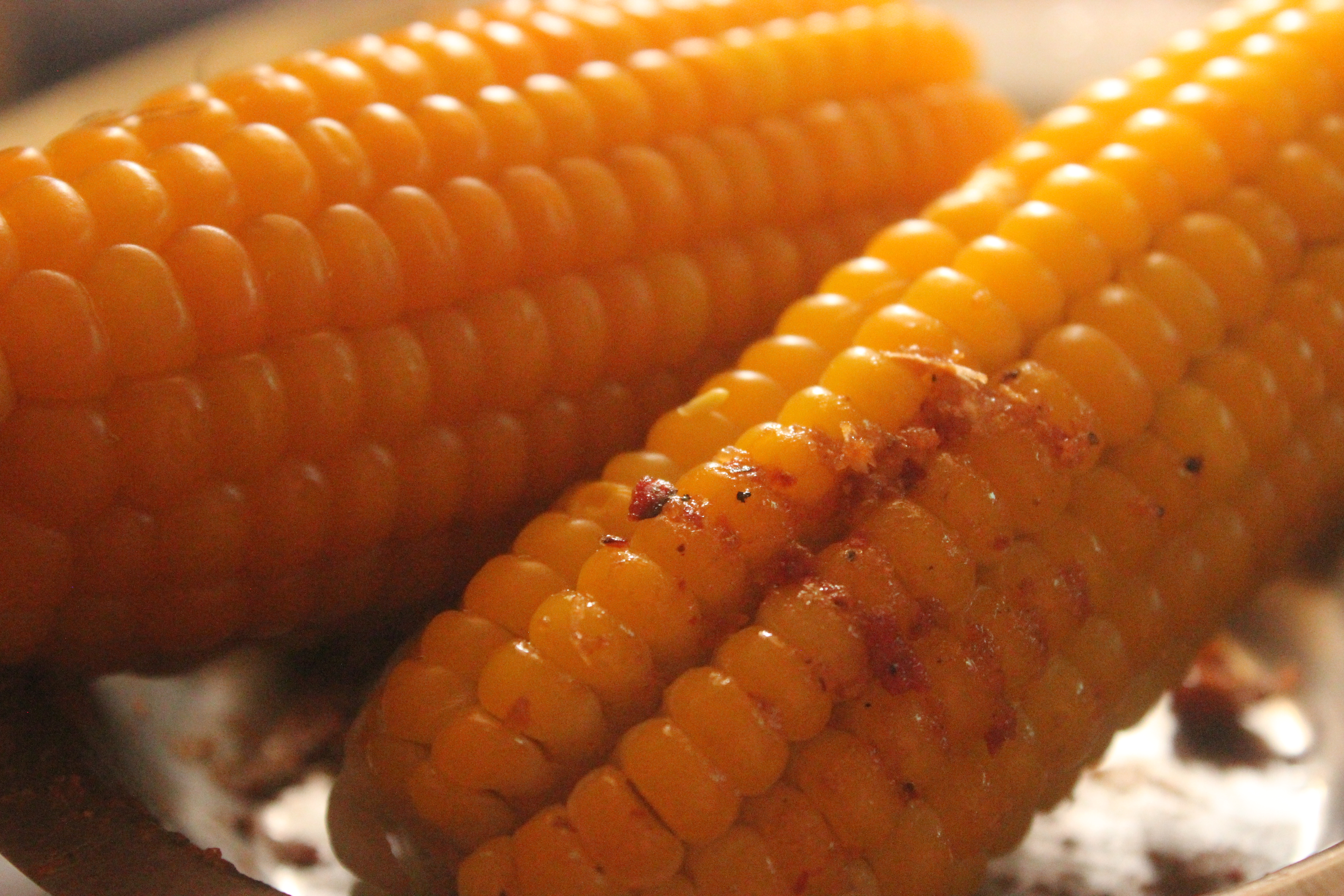
Mazorca hervida con chile encurtido